# Kanton Rennerod
Der Kanton Rennerod war eine Verwaltungseinheit im Großherzogtum Berg.
Das Großherzogtum Berg übernahm zunächst einmal die Ämterorganisation von Nassau-Oranien. Mit Edikt vom 14. November 1808 wurde das Amt Rennerod aufgelöst und stattdessen der Kanton Rennerod gebildet. Er war Teil des übergeordneten Arrondissements Dillenburg im Département Sieg.
Der Kanton Rennerod bestand aus den Mairien (Bürgermeistereien) Rennerod, Marienberg, Höhn und Emmerichhain. Mit Edikt vom 17. November 1811 wurden noch Westerburg und Gemünden aus dem Kanton Westerburg dem Kanton Rennerod zugeordnet.
Im Dezember 1813 wurden die oranischen Erblande an Nassau-Oranien zurückgegeben. Der Kanton Rennerod bildete in diesem Zuschnitt nun wieder das Amt Rennerod.